# Ayora
Ayora (w dialekcie valenciano Aiora) to dzielnica miasta Walencja (Hiszpania), należąca do dystryktu numer 12, Camins al Grau. Jest położona w południowo-wschodniej części miasta i graniczy od północy z Illa Perduda i Ciutat Jardi, od wschodu z Cabañal-Cañamelar i Grao, od południa z La Creu del Grau i Camí Fondo i od zachodu z Albors. Ludność w 2009 roku wynosiła 26128 mieszkańców.